# S.N.P.J.
S.N.P.J., pour Slovenska Narodna Podporna Jednota, en référence à l'organisation Slovene National Benefit Society (en),  est un borough situé à l'ouest du comté de Lawrence, en Pennsylvanie, aux États-Unis,. Le borough est en fait un centre de loisir de la société. En 2010, il comptait une population de 19 habitants, estimée également au 1er juillet 2020 à 19 habitants.

## Démographie
Lors du recensement de 2010, le borough comptait une population de 19 habitants. Elle est estimée, en 2020, à 19 habitants.

### Source de la traduction
- (en) Cet article est partiellement ou en totalité issu de l’article de Wikipédia en anglais intitulé « S.N.P.J., Pennsylvania » (voir la liste des auteurs).